# Atherigona bivittata
Atherigona bivittata este o specie de muște din genul Atherigona, familia Muscidae, descrisă de Malloch în anul 1929. Conform Catalogue of Life specia Atherigona bivittata nu are subspecii cunoscute.